# 竹角
竹角是香港新界西貢區清水灣半島的一個地方，早歲為鹽田遺址，遊人極少。
竹角半島內有露營灣海灘，康曦花園和鄭植之中學。